# Półkolumna

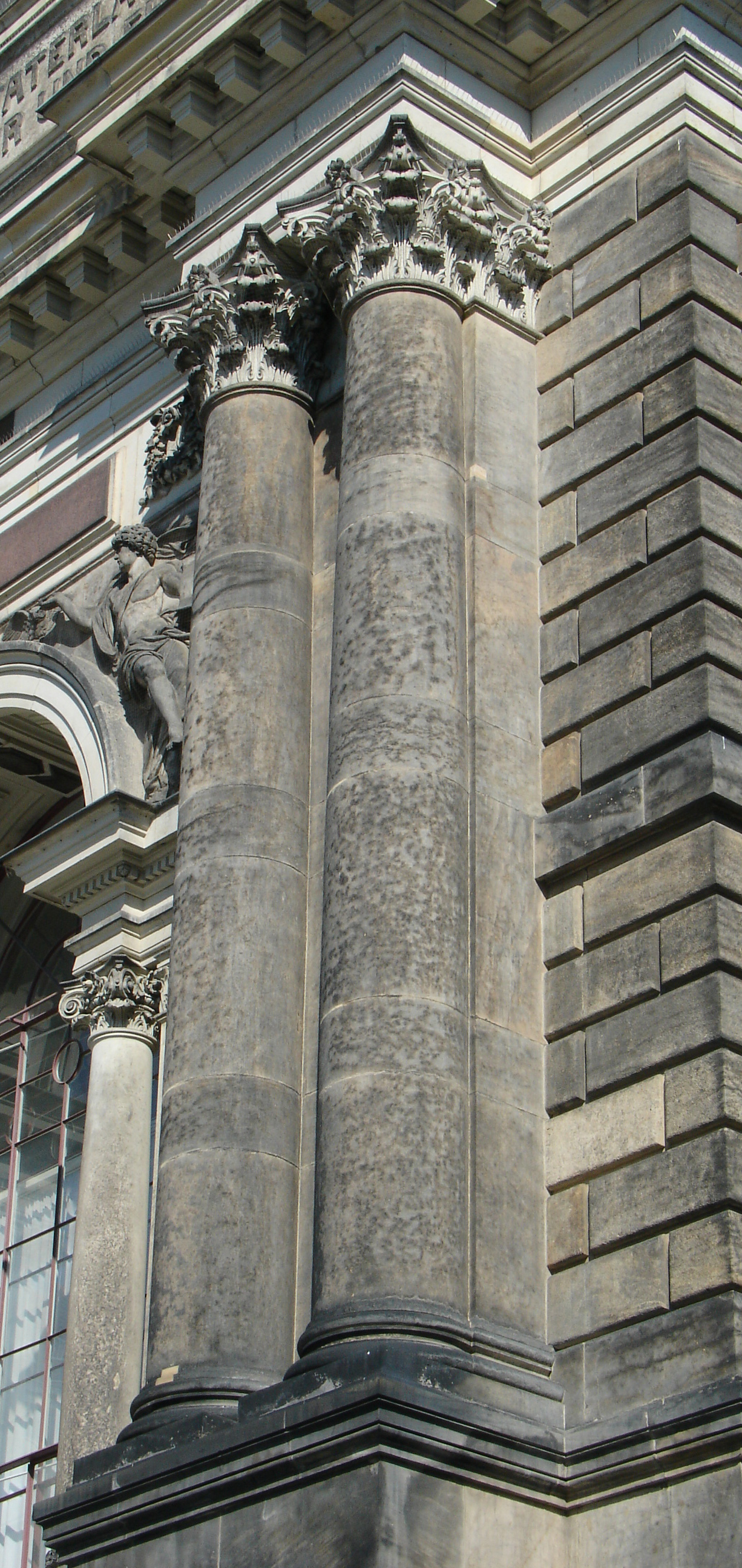
Klasycystyczne półkolumny

Półkolumna - element architektoniczny - kolumna uwięzła. Kolumna, która wystaje z lica muru połową grubości (w porządkach klasycznych dokładnie 2/3 grubości). Forma półkolumny (kapitel, trzon, baza) jest kształtowana zgodnie ze stylem epoki. W narożniku umieszczana bywa w różny sposób: jedna półkolumna na dwusiecznej narożnika, po jednym elemencie na każdej z dwóch ścian lub kształtowano filar. Półkolumny, w porównaniu z pilastrami są elementem bardziej wystającym ze ściany.